# ウェイヴァリー (ベルリオーズ)

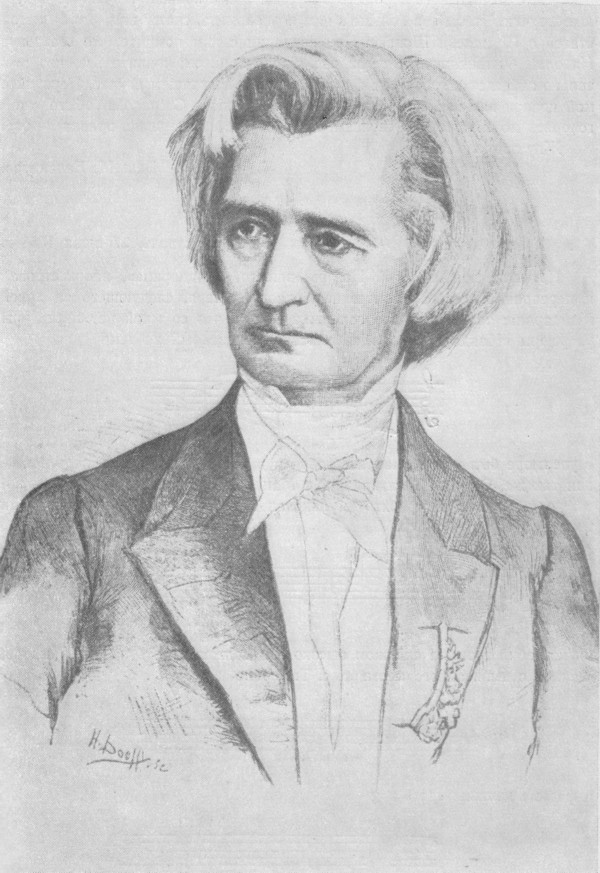
ベルリオーズ

大序曲『ウェイヴァリー』（フランス語: Grande Ouverture de Waverley）作品1b（H.26）は、フランスの作曲家エクトル・ベルリオーズが1826年から1828年にかけて作曲した管弦楽曲である。『ウェーヴァリー』とも表記される。なお、本作はオペラの序曲ではなく、演奏会用の序曲である。オペラ自体は存在しない。母方の叔父であるフェリックス・マルミオン大佐に献呈された。

## 概要
ベルリオーズがウォルター・スコットの歴史小説『ウェイヴァリー』(1814年）に想を得て作曲したもので、スコットの小説の主人公は17世紀にイングランドと戦ったスコットランドの反逆者である。この曲は西洋音楽で初めての〈演奏会用序曲〉のひとつであり、また、初めてピストン付きトランペットを使った曲のひとつである。初演は1828年5月26日にパリ音楽院ホールにおいてブロックの指揮によって『宗教裁判官』など他の自作と共に行なわれた。

## 曲の構成
ラルゲットによる緩やかな導入部とソナタ的な3部形式によるアレグロによる２部構成である。ウェイヴァリー大尉の冒険物語の主題は総譜の冒頭に引用された2行の詩句「愛の夢と貴婦人の魅力は」と「名誉と武器にその席をゆずる」によって提示されている。前半の（愛の夢）がラルゲット、後半の（名誉と武器）がアレグロ・ヴィヴァーチェの部分を指す。内容は未熟さを免れない点もあるが、力強さと、特にオーケストレーションに独創性がみなぎっているのが注目され、ラルゲットの導入部のチェロの旋律とアレグロ・ヴィヴァーチェの力強いリズム劇的な対比を示している。

## 編成
- 木管楽器：フルート2（持ち替えでピッコロ1）、オーボエ2（持ち替えでコーラングレ1）、クラリネット2、ファゴット2、コントラファゴット1
- 金管楽器：ホルン4、トランペット2、バルブ式トランペット１、トロンボーン3、オフィクレイドまたはテューバ1
- 打楽器：ティンパニ
- 弦五部

## 演奏時間
約11分。